# Sainte-Lunaise
Sainte-Lunaise è un comune francese di 31 abitanti situato nel dipartimento del Cher, nella regione del Centro-Valle della Loira.

## Società

### Evoluzione demografica
Abitanti censiti